# Alone II: The Home Recordings of Rivers Cuomo
Albums de Rivers Cuomo
Alone: The Home Recordings of Rivers Cuomo
Alone II: The Home Recordings of Rivers Cuomo est le deuxième album solo de Rivers Cuomo, chanteur de Weezer. Il s'agit d'une compilation de démos enregistrées par Cuomo entre 1992 et 2007. Le disque est paru sur Geffen Records le 25 novembre 2008.

## Pistes audio
| No  | Titre                                      | Durée |
| --- | ------------------------------------------ | ----- |
| 1.  | Victory on the Hill                        | 0:50  |
| 2.  | I Want to Take You Home Tonight            | 3:56  |
| 3.  | The Purification of Water                  | 3:56  |
| 4.  | I Was Scared                               | 2:54  |
| 5.  | Harvard Blues                              | 0:31  |
| 6.  | My Brain Is Working Overtime               | 3:27  |
| 7.  | I Don't Want to Let You Go                 | 3:46  |
| 8.  | Oh Jonas                                   | 0:26  |
| 9.  | Please Remember                            | 0:37  |
| 10. | Come to My Pod                             | 1:31  |
| 11. | Don't Worry Baby (Beach Boys Cover)        | 2:58  |
| 12. | The Prettiest Girl in the Whole Wide World | 2:44  |
| 13. | I Can't Stop Partying                      | 2:18  |
| 14. | Paper Face                                 | 3:20  |
| 15. | Walt Disney                                | 2:50  |
| 16. | I Admire You So Much                       | 0:46  |
| 17. | My Day Is Coming                           | 4:23  |
| 18. | Cold and Damp                              | 3:35  |
| 19. | I'll Think About You                       | 3:01  |